# Hotel Victoria w Lublinie (nieistniejący)

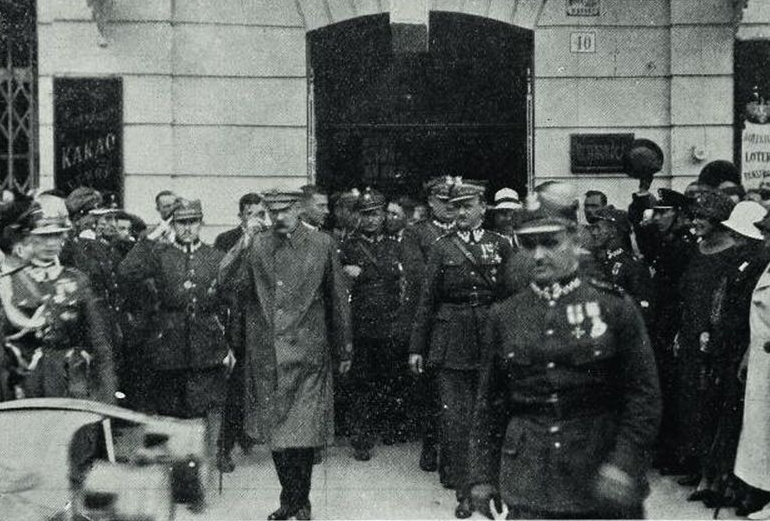
Józef Piłsudski na Zjeździe Legionistów w Lublinie. Marszałek przed hotelem Victoria

Hotel Victoria w Lublinie – nieistniejący, niegdyś luksusowy hotel w Lublinie na rogu ul. Krakowskie Przedmieście i Kapucyńskiej.

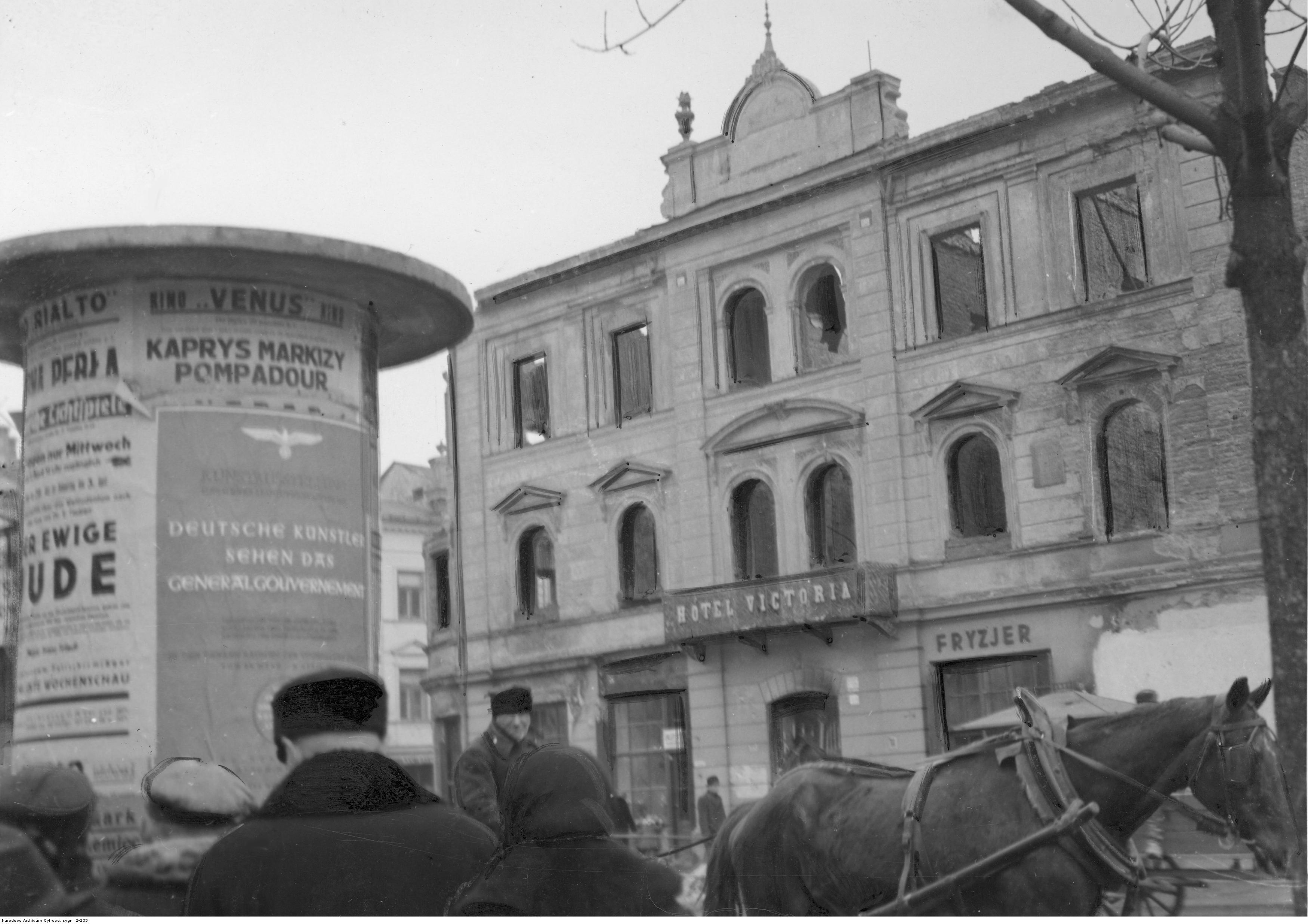
Zniszczony budynek hotelu Victoria

W gmachu hotelu znajdowała się restauracja „Victoria”. Parter zajmowały sklepy: kolonialny Adolfa Raszkowskiego, księgarnia św. Wojciecha, salon fryzjerski, sklep cukierniczy, tytoniowy, być może także papierniczy. W tym budynku utworzono rząd Ignacego Daszyńskiego. Wielokrotnie gościł tam też Józef Piłsudski – fakt ten upamiętniała tablica odsłonięta w 1936 lub 1937.
9 września 1939 hotel został zbombardowany przez Luftwaffe, dodatkowo ucierpiał w czasie walk o miasto w 1944. Rozebrano go w 1945. W okresie PRL na części zwolnionego miejsca urządzono plac, a w oddaleniu od osi ulicy zbudowano Państwowy Dom Towarowy (pedet). Fundamenty hotelu odkryto tymczasowo w 2016, w czasie przebudowy pobliskiego placu Litewskiego i przedłużenia deptaka.